# 세도 낭산사
세도 낭산사는 충청남도 부여군 세도면에 있다. 2014년 2월 5일 부여군의 향토문화유산 제121호로 지정되었다.